# Brøruphus Efterskole
Brøruphus Efterskole er en grundtvig/koldsk efterskole, der ligger i Brørup ved Skanderborg. Det er en boglig efterskole, der lægger vægt på de kunstneriske samt de sportslige fag.
Skolen tilbyder seks forskellige linjer: musik, teater, kunst, badminton, håndbold og fodbold.
Skolen er løbende blevet udbygget og har flotte faciliteter. Der er to idrætshaller (den ene med internationale mål), nyt træningscenter (fra 2015), foredragssal, teatersal, naturfagsafdeling, kunstlokale, tre musiklokaler og et nyt musikhus (fra 2013). Derudover stor udendørs fodboldbane, en ny kunstgræsbane (fra 2016), klatrevæg og beachvolleybane.